# Bona (Nièvre)
Bona é uma comuna francesa na região administrativa da Borgonha-Franco-Condado, no departamento de Nièvre. Estende-se por uma área de 23.24 km². Em 2010 a comuna tinha 310 habitantes (densidade: 13,3 hab./km²).